# Alexinos
Alexí o Alexinos (grec antic: Ἀλεξῖνος; llatí: Alexinus) fou un filòsof de l'escola dialèctica o de Mègara, deixeble d'Eubúlides de Milet que va viure al segle III aC. Era nascut a Elis i es va establir a Olímpia. Les seves doctrines no s'han conservat, però Ciceró en fa una breu referència i altres historiadors expliquen la seva manera de pensar.

## Vida
Alexinos (339-265  aC), va néixer a Elis ciutat del Peloponès, tot i que se'l relaciona amb l'escola de Mègara perquè va ser deixeble d'Eubúlides i compartia els ideals d'aquesta escola.
Més endavant va decidir crear la seva pròpia escola i es va traslladar a Olímpia on va fundar una secta coneguda com "els olimpians", però els seus deixebles, cansats dels pocs mitjans i del lloc poc saludable on vivien, el van abandonar tots.
Va morir en clavar-se accidentalment una canya mentre nedava pel riu Alfeios.

## La seva filosofia
Va ser un filòsof dialèctic. Segons Diògenes Laerci La tradició el presenta com un hàbil contradictor, cosa que va fer que el coneguessin amb el sobrenom de "el refutador". Va mantenir una disputa amb Zenó de Cítion, el fundador de l'estoicisme, sobre el tema de l'essència del món i amb el propòsit de guanyar el debat va provar de desacreditar la lògica estoica amb la reducció a l'absurd.
Alexinos va escriure : « Ser poeta és millor que no ser, ser gramàtic és millor que no ser, (...) o segons els estoics res no és millor que el món, car el món és poeta i gramàtic. »
L'any 267 o 266 aC, Alexinos també va mantenir un debat amb l'epicureista Hermac sobre qüestions de retòrica. Filòdem de Gàdara a la seva Retòrica cita Alexinos el qual critica els sofistes retòrics per malgastar el seu temps en temes inútils com la dicció, la memòria i la interpretació de la intenció d'alguns poetes.

## Obres
La descoberta dels escrits de Filòdem entre els papirs trobats a Herculà han permès conèixer les idees d'Alexinos amb relació a la ciència, la saviesa i la retòrica.
Va ser autor d'un tractat titulat Sobre l'educació avui dia perdut, treball contra la història dels èfors, en què discutia la relació entre retòrica i història. També és autor d'una obra titulada Memorables potser a imitació d'un llibre semblant escrit per Xenofont. En aquesta obra, segons narra Arístocles de Messina, apareixia Alexandre el Gran quan encara era un nen refutant al seu preceptor Aristòtil. Alexinos va ser autor d'un Παιάν, o Παιήων (paraula que tradicionalment es referia a un cant col·lectiu adereçat a Apol·lo com a déu sanador) però ell el va dedicar al general macedoni Cràter d'Orèstia company d'Alexandre. Aristó de Kéa va escriure l'obra Πρὸς τάς Ἀλεξίνου ἀντιραφάς (Contra les refutacions d'Alexinos)